# Čučanj
Čučanj (engleski squat) jedna je od temeljnih vježbi snage i uz potisak s klupe i mrtvo dizanje jedna od tri discipline u powerliftingu.

## Izvođenje
Iz stojećeg položaja i stopala raširenih u širinu ramena sa šipkom i utegom na ramenima iza glave izvodi se čučanj do niskog položaja u kojem se moraju leđa držati ravno i koljena ne smiju prelaziti vertikalnu liniju vrha prstiju. Nakon spuštanja u čučanj, izvodi se podizanje u ispruženi stojeći položaj.

## Uključeni mišići
- Četveroglavi bedreni mišić (Quadriceps femoris)
- Najveći stražnjični mišić (Gluteus maximus)
- Veliki mišić primicač (Adductor magnus)
- Široki listoliki mišić (Musculus soleus)
- Mišić uspravljač kralježnice (Erector spinae)
- Ravni trbušni mišić (Rectus abdominis)
- Nutarnji kosi trbušni mišić (Musculus obliquus internus abdominis)
- Vanjski kosi trbušni mišić (Musculus obliquus externus abdominis)
- Dvoglavi bedreni mišić (Musculus biceps femoris)
- Polutetivni mišić (Musculus semitendinosus)
- Poluopnasti mišić (Musculus semimembranosus)
- Srednji stražnjični mišić (Gluteus medius)
- Najmanji stražnjični mišić (Gluteus minimus)
- Trbušasti mišić lista (Gastrocnemius)